# Douglas B-66 Destroyer
Douglas B-66 Destroyer (Ničitel) byl americký dvoumotorový proudový víceúčelový bojový letoun USAF, který byl konstrukčně přímo odvozen ze strategického bombardéru US Navy Douglas A-3 Skywarrior. Od svého námořního protějšku se Destroyer odlišoval celkem 400 konstrukčními změnami.

## Vývoj

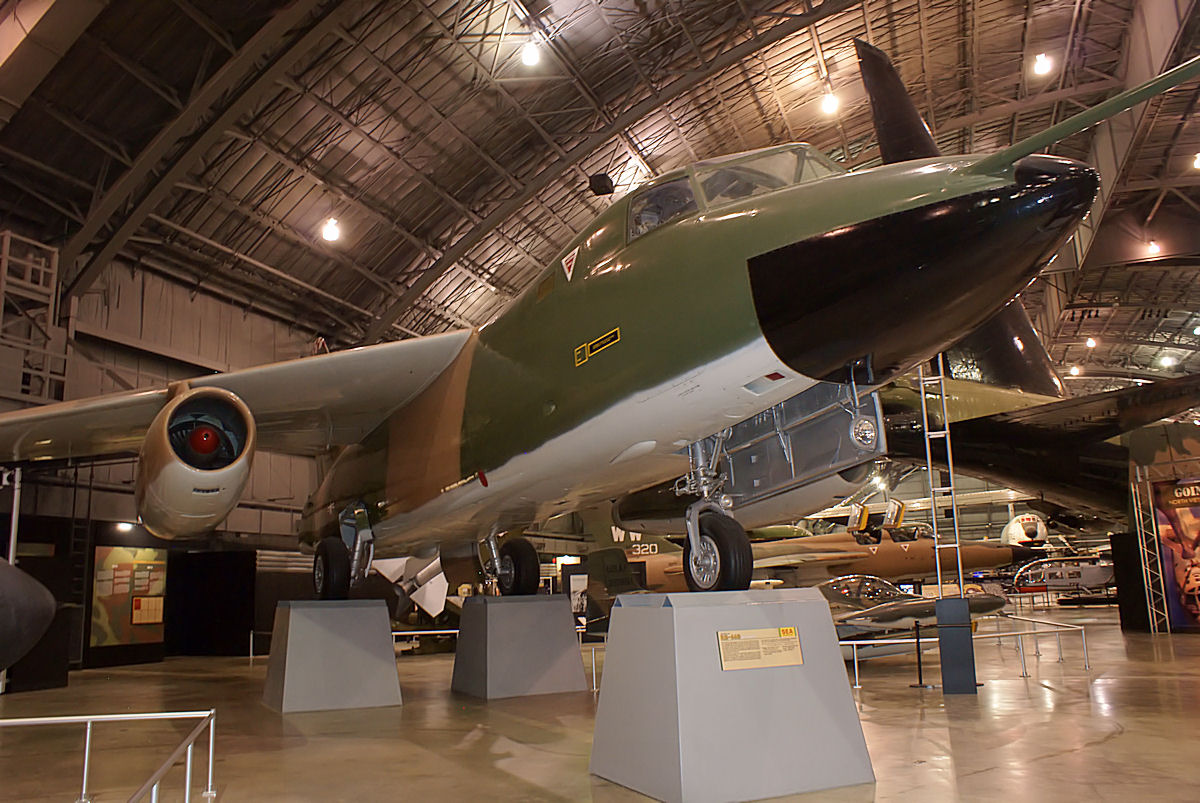
Douglas RB-66B Destroyer vystavený v Národním muzeu letectva Spojených států amerických

B-66 byl konstrukcí reagující na požadavek amerického vojenského letectva, které na přelomu 40. a 50. let 20. století požadovalo lehký bombardovací a průzkumný letoun do výzbroje jednotek taktického letectva. Stroj požadovaných parametrů již existoval v podobě bombardéru Douglas A-3 Skywarrior, určeného k operacím z letadlových lodí vojenského námořnictva. Destroyer byl tedy v podstatě přizpůsobením Skywarriora odlišnou výzbrojí, výstrojí a vybavením podle specifik vojenského letectva. V důsledku toho zároveň odpadla nutnost zhotovení prototypu, čímž byla přímo kontraktována předsérie pěti strojů Douglas RB-66A Destroyer. Na rozdíl od Skywarriorů, vyráběných v El Segundo, byla výrobní linka Destroyerů otevřena v Douglasově pobočném závodě v Long Beach.
První RB-66A (52-2828) byl zalétán 28. června 1954 a následně pilotem Georgem R. Jansenem přelétnut na Edwardsovu leteckou základnu. Zde probíhaly další letové testy. Všech pět RB-66A posloužilo po odlétání zkušebního programu k ověřování operační způsobilosti a následujícím typovém vývoji. Dolétaly jako létající zkušebny motorů společnosti General Electric.
Do výzbroje taktického letectva byla zavedena až varianta RB-66B. První stroj (53-409) poprvé vzlétl 4. ledna 1955, dodávky operačním letkám byly zahájeny v únoru 1956. Místo pohonných jednotek Pratt & Whitney J57, pohánějících Skywarrior, byly zvoleny dva turbokompresorové motory Allison J71-A-9 o tahu po 43,11 kN. V přídi byl instalován vyhledávací radiolokátor AN/APS-27, střední část trupu obsahovala standardně tři noční kamery K-46 a jednu kameru K-38. Dálkově ovládané ocasní střeliště General Electric s dvojicí kanónů Colt Browning Mk 3/14 ráže 20 mm pracovalo s radiolokačním střeleckým systémem MD-1. Tříčlenná osádka seděla na rozdíl od Skywarriorů na vystřelovacích sedačkách.
Čistě bombardovací verze B-66B mohla nést v pumovnici konvenční nebo jadernou výzbroj. Vnitřní palivové nádrže s celkovým obsahem 17 597 l mohly být doplněny dvěma přídavnými nádržemi pod křídlem s obsahem po 1704 l. Obě varianty mohly doplňovat palivo za letu pomocí stabilizovaného hadicového systému. První kusy B-66B měly nejprve motory J71-A-11, pozdější létaly s vylepšenými pohonnými jednotkami J71-A-13.
Další variantu RB-66C, určenou k radioelektronickému průzkumu, začal produkovat znovuotevřený válečný závod v Tulse v Oklahomě. První exemplář byl zalétán 29. října 1955. Přetlaková střední část trupu RB-66C mezi hlavními trupovými nádržemi byla určena pro čtyři operátory radiolokačních systémů. Namísto přídavných nádrží byly podvěšovány kontejnery s vyhazovači dipólů, ke stejnému účelu sloužila později prodloužená záď trupu s odstraněným ocasním střelištěm. Z konců obou polovin křídla a pod trupem vyčnívaly kryty anténních soustav.
Z Tulsy bylo dodáno ještě 36 letounů WB-66D, představujících obměnu pro průzkum počasí v zóně bojové činnosti. Oproti RB-66C nesl jen dva operátory, zůstalo zachováno ocasní střeliště a kontejnery s vyhazovači rušících dipólů se podvěšovaly pouze pod křídlo.
Po konverzi třinácti B-66B na standard B-66E již vznikaly pouze verze pro vedení radioelektronického boje. Z letounů B-66B tak vznikly EB-66B, RB-66C byly proměněny na EB-66C a z RB-66B vznikla modifikací varianta EB-66E. Po zástavbě dalšího vybavení nesla označení EB-66F.
V rámci kosmického programu Gemini a Apollo operoval jeden kus NB-66B, dva letouny WB-66D (55-0408 a 55-0410) byly v roce 1961 konvertovány společností Northrop na stroje Northrop X-21A s řízeným laminárním obtékáním křídla.

## Nasazení

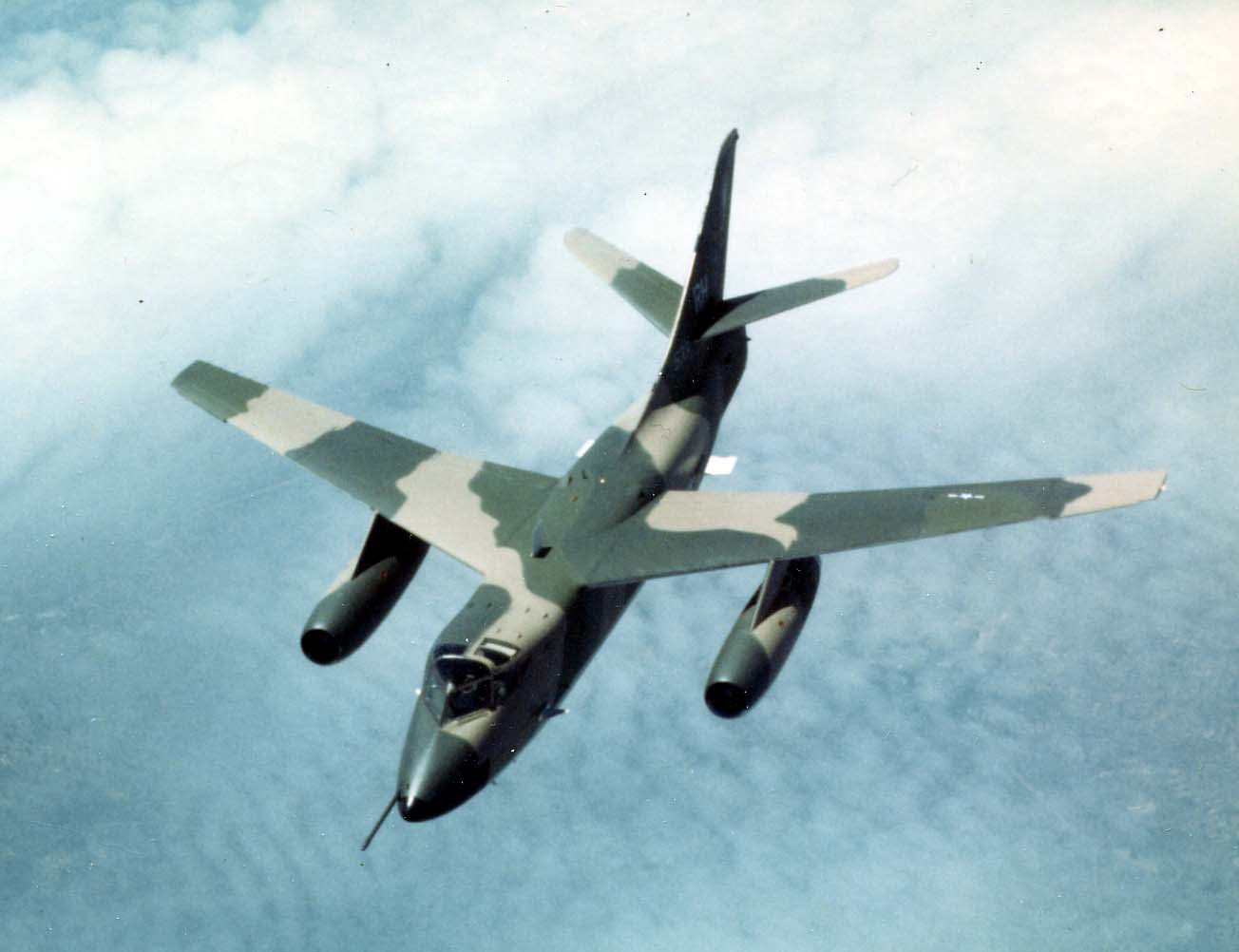
Douglas EB-66E Destroyer z 355th TFW, 1970

Po zařazení prvních sériových letounů RB-66A k útvarům v únoru 1956, byly Destroyery následujícího roku dodávány 1., 19. a 30. taktické průzkumné letce 10. taktického průzkumného křídla v NSR.
První ze strojů B-66B přebralo USAF 16. března 1956, které byly zařazovány k 17. a 47. bombardovacímu křídlu. První WB-66D (55-390) byl dodán koncem června 1957, poslední ze série (55-425) zakončil v červnu 1958 celkovou výrobu 209 Destroyerů.
Letouny EB-66B, E a F byly nasazeny také ve vietnamské válce, kde nesly přezdívku „Brown Cradle“. EB-66E zasáhly do konfliktu v jihovýchodní Asii v rámci operace Constant Guard I, kdy stroje 39. TEWS (taktické letky radioelektrického boje) přelétly ze základny Shaw AFB v jižní Karolíně na základny Takhli a Koratu v Thajsku. Zde potom operovaly v sestavě 41. a 42. letky TEWS u 355. křídla. Během nasazení Destroyerů v tomto konfliktu přišlo USAF v rozmezí let 1968–1972 o celkem 12 strojů.
EB-66E a F byly dislokovány rovněž v evropském prostoru, kde působily od roku 1969 do počátku 80. let na západoněmecké základně Spangdahlem u 52. taktického stíhacího křídla.

## Specifikace (EB-66E)

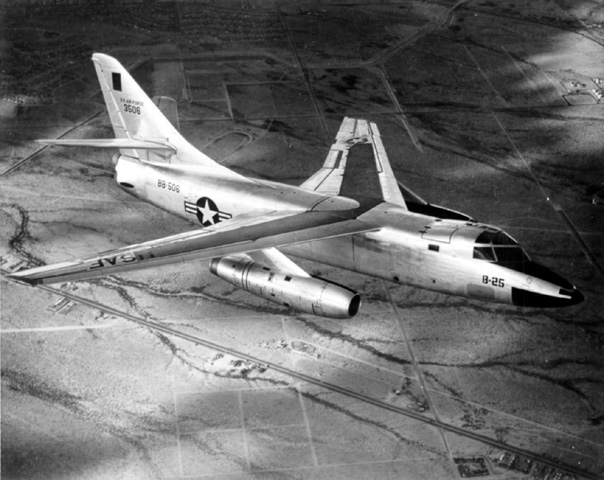
Douglas B-66B Destroyer (53-506)

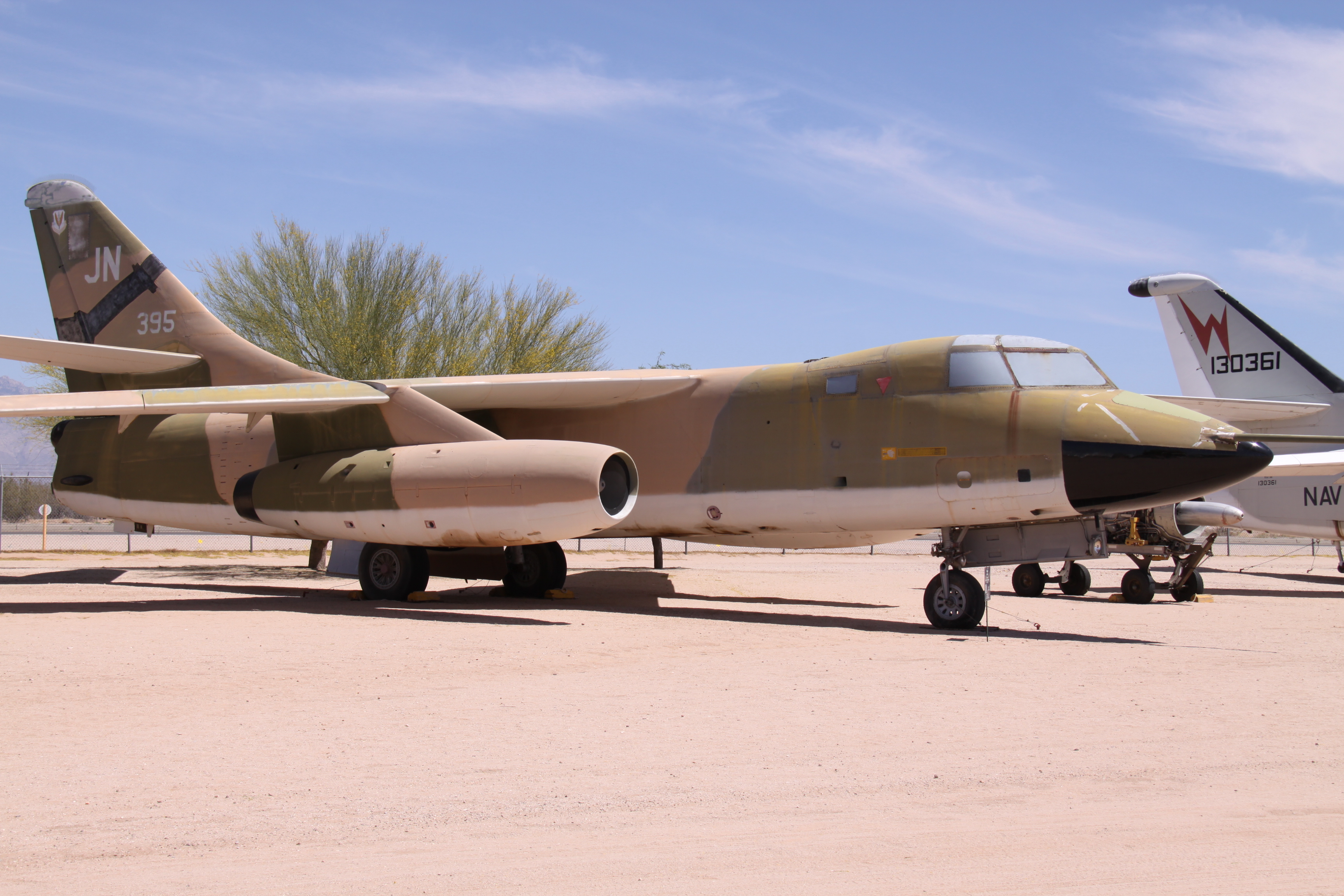
Douglas WB-66D (55-0395), Pima Air & Space Museum

Údaje dle

### Technické údaje
- Osádka:
- Rozpětí: 22,19 m
- Délka: 22,91 m
- Výška: 7,18 m
- Nosná plocha: 72,27 m²
- Zatížení na jednotku plochy: 469,76 kg/m²
- Hmotnost prázdného letounu: 19 170 kg
- Vzletová hmotnost: 33 997 kg
- Maximální vzletová hmotnost: 37 622 kg
- Pohonná jednotka:

### Výkony
- Maximální rychlost u země: 1015 km/h
- Maximální rychlost v 10 972 m: 956 km/h
- Stoupavost u země: 21,60 m
- Taktický dolet: 1284 km
- Maximální dolet: 3060 km
- Praktický dostup: 12 400 m